# Szent Mihály és Gábriel arkangyalok templom (Szarvaszó)
A szarvaszói Szent Mihály és Gábriel arkangyalok templom műemlékké nyilvánított épület Romániában, Máramaros megyében. A romániai műemlékek jegyzékében az  MM-II-m-A-04624 sorszámon szerepel.